# باد ستيوارت
باد ستيوارت (بالإنجليزية: Bud Stewart)‏ هو لاعب كرة قاعدة أمريكي، ولد في 15 يونيو 1916 في ساكرامنتو في الولايات المتحدة، وتوفي في 21 يونيو 2000 في بالو ألتو في الولايات المتحدة.

## وصلات خارجية
- باد ستيوارت على موقعبيزبول رفرنس.كوم (الدوري الرئيسي) (الإنجليزية)